# Крестьянин-дворянин
«Крестьянин-дворянин, или Приключения г-на Рансава, с его путешествием к островам-близнецам» (фр. Le paysan gentilhomme, ou aventures de M. Ransav, avec son voyage aux isles jumelles) — роман, вышедший под именем «господин де Катальд» (Monsieur de Catalde) в Париже в 1737 году. Биографические сведения об авторе отсутствуют. В 1738 переиздан в Гааге, в 1740 переведён на немецкий язык (Der Bauer als ein Edelmann).

## Содержание
Роман состоит из двух томов. В первом томе повествуется о юности героя, полной приключений и невзгод (это явное подражание роману Мариво «Удачливый крестьянин»).
Во втором томе Рансав отправляется «в Индии», где, «за Новой Голландией», «между 44 и 50 градусами южной широты» он попадает на «острова-близнецы». На этих двух островах осуществлено идеальное государственное устройство, только в одном случае это — идеальная республика, а в другом — столь же идеальная просвещённая монархия. Автор весьма подробно рассматривает общественно-политическую организацию своих утопий, их законы и государственные институты, философские и моральные основы их жизни, однако при этом остается неясным, какой из этих двух форм правления он отдает предпочтение.

## Интересный факт
«Острова-близнецы» (the Jumelles) упоминаются в знаменитом графическом романе Алана Мура «Лига выдающихся джентльменов» (The New Traveller's Alamanac: Chapter Five).